# Lohengelb, oder Die Jungfrau von Dragant
Lohengelb, oder Die Jungfrau von Dragant är en operett i tre akter med musik av Franz von Suppé och libretto av Karl Costa och Moritz Anton Grandjean.

## Historia
Operetten var en parodi på Richard Wagners opera Lohengrin. Vid urpremiären den 23 juli 1870 i Graz hette den endast Die Jungfrau von Dragant men fick sin slutliga titel vid premiären i Wien den 30 november 1870 på Carltheater. Det ifrågasattes om verket verkligen var en operett och inte ett "återfall" till Suppés tidigare farser. Kritiken efter premiären betecknade operetten som "harmlös, komisk skämtmusik". Det betonades också att Suppé "helt bortsåg från" musiken från Lohengrin och nöjde sig med att "väva in några instrumentella effekter från Tannhäuser". Dessutom saknades operamässiga strukturer från tidigare verk helt, även om det hade varit lämpligt i detta fall.
Trots dessa invändningar bör det noteras att stycket "... har några värdefulla nummer" som är värda att minnas. Först och främst "Liebeswalzer", som är en effektfull parodi på Johann Strauss den yngres valser. En annan parodisk höjdpunkt är närmandet mellan den krigande Gertrud (Ortrud) och Elsa, där båda brister ut i en komisk joddlingsduett.